# Lucius Manlius Vulso Longus
Lucius Manlius Vulso Longus (Mitte des 3. Jahrhunderts v. Chr.) war Konsul der Römischen Republik und ist bekannt als Kommandeur im Ersten Punischen Krieg.
Als Konsul im Jahr 256 v. Chr. führten er und Marcus Atilius Regulus die römische Flotte zum Sieg in der Schlacht am Kap Ecnomus, den sie mit der Landung in Africa fortsetzten. Vulso ließ Regulus dort zurück und erhielt in Rom einen Triumphzug.
Er wurde erneut Konsul im Jahr 250 v. Chr. und blockierte in diesem Jahr zusammen mit seinem Amtskollegen Gaius Atilius Regulus die sizilische Hafenstadt Lilybaeum, allerdings ohne großen Erfolg.